# فرودگاه بین‌المللی ونتس‌پیلز
فرودگاه بین‌المللی ونتس‌پیلز (به انگلیسی: Ventspils International Airport) (به لتونیایی: Ventspils Starptautiskā Lidosta) یک فرودگاه همگانی با کد یاتا VNT است که یک باند فرود آسفالت دارد و طول باند آن ۱۲۹۸ متر است. این فرودگاه در شهر ونتسپیلس و در کشور لتونی قرار دارد و در ارتفاع ۶ متری از سطح دریا واقع شده است.